# Aalwirtshaus
Das Aalwirtshaus ist eine Wüstung im Gebiet der Stadt Aalen.

## Lage
Das Aalwirtshaus lag in etwas Abstand vom Gewässer auf der rechten Seite des unteren Sauerbachs an der damaligen Straße zwischen den Reichsstädten Aalen und Gmünd, Vorgängerin der Bundesstraße 29. Die zugehörigen Gebäude standen südlich der Bahnstrecke Stuttgart-Bad Cannstatt–Nördlingen dicht an und auf der heutigen Bundesstraßentrasse nahe der Stelle, wo heute auf der Südseite der Bundesstraße die Dieselstraße von der Daimlerstraße abgeht.

## Geschichte
Das Aalwirtshaus wurde 1784/85 von der Reichsstadt Aalen als Konkurrenz zum auf der gegenüberliegenden Seite des Sauerbachs gelegenen, heute ebenfalls wüsten Woellwarthschen Hofherrnwirtshaus erbaut. Angeblich sei im Hofherrn im Sommer 1782, kurz nach Ableben des damaligen Aalener Bürgermeisters Winter, eine Tanzveranstaltung abgehalten worden sein. Diese fiel in die Trauerzeit, weshalb die Aalener dies als Provokation aufnahmen und das Wirtshaus erbauten.
1854 wohnten im Aalwirtshaus 9 Menschen.